# Fredrik Ultvedt
Fredrik Johannes Ultvedt (* 9. April 1961 in Stockholm) ist ein schwedischer Schauspieler. Seine größte Bekanntheit erlangte er durch seine Auftritte als Jens Loftegård in der schwedischen Kriminalfilmreihe Kommissar Beck – Die neuen Fälle.

## Filmografie (Auswahl)
- 1990: Honungsvargar als Harald
- 1993: Snoken als Tommy Hammar  (Fernsehserie)
- 1995: NileCity 105.6 als Tord, Chef von B&W
- 1996: Vänner och fiender (hier als Regisseur)
- 1996: Percy tårar als Lasse (Fernsehserie)
- 1997: Selma und Johanna (Selma & Johanna – en roadmovie)
- 1997–1998:  Kommissar Beck – Die neuen Fälle (Beck) als Jens Loftegård (Filmreihe)
- 1998: OP7 als Roland Skogsberg (Fernsehserie)
- 2000: Håkan Nesser – Das grobmaschige Netz (Det grovmaskiga nätet)  als Erik (Filmreihe)